# Sergei Chepik
 (août 2023).
Sergei Chepik, né le 24 juin 1953 à Kiev et mort le 18 novembre 2011 à Paris 18e,, est un artiste-peintre ukrainien naturalisé français en 1993, formé à l'Académie des Beaux-Arts de Saint-Pétersbourg. Son œuvre est riche et variée tant dans les genres qu'il aborde (composition, peinture religieuse, portrait, nature morte, paysage...) et les thèmes qu'il traite (histoire passée et présente de la Russie, fantasmagories, scènes carnavalesques, folklore russe, cirque et baladins, Moulin Rouge, Passion du Christ...) que par les techniques qu'il utilise (huile et peinture à l'encauste, monotype, aquarelle et pastel, lithographie, eau-forte, céramique, sculpture sur bois...).

## Biographie

### L’enfance et l’adolescence à Kiev (1953-1972)
Sergei Mikhailovich Chepik est né à Kiev (URSS) le 24 juin 1953 dans une famille d’artistes russes. Son père Mikhail Maksimovich Chepik (1920-1972), artiste-peintre et sa mère Ludmila Davydovna Sabaneeva (née en 1922), sculpteur, sont tous deux membres de l’Union des Artistes d’URSS. Par sa mère, Sergei Chepik descend d’une vieille famille de la noblesse russe : le portrait d’un de ses ancêtres, Ivan Vassilievich Sabaneev, figure dans la galerie de 1812 du Musée de l’Ermitage de Saint-Pétersbourg et le grand-père Davyd Petrovich Sabaneev, chirurgien et professeur à la Faculté de médecine de Kiev, fut condisciple de l’écrivain Mikhaïl Boulgakov.
Sous la conduite de ses parents, Chepik commence le dessin et la peinture dès l’âge de 5 ans, puis entre dans une Ecole Secondaire spécialisée en Arts plastiques où il reçoit de 1961 à 1971 une excellente formation tant artistique que littéraire. Ses parents ayant divorcé alors qu’il est encore enfant, il est élevé par sa mère, mais fréquente aussi l’atelier de son père qui l’emmène souvent faire des études en plein air. En 1971, Chepik entre à l’Institut d’Art Shevchenko de Kiev, qu’il quitte à la mort de son père pour intégrer en 1973 le prestigieux Institut Répine de Leningrad (anciennement Académie des Beaux-Arts de Saint-Pétersbourg). Comme l’écrivain Mikhail Boulgakov, son écrivain préféré, Chepik gardera toujours la nostalgie d’une enfance heureuse dans la « Mère des Villes russes » où il n’est jamais retourné. 

### La formation à l’Académie des Beaux-Arts de Leningrad et la période soviétique (1973-1988)
Chepik est admis dans la classe de peinture monumentale dirigée par l’Académicien Andrei Andreevich Mylnikov (1919-2012), élève d’Igor Grabar, l’un des théoriciens du mouvement du Monde de l’Art animé, au début du XXe siècle, par Serge de Diaghilev et Alexandre Benois. De ses longues et exaltantes années d’apprentissage (1973-1978) auprès de maîtres larges d’esprit et exigeants, Chepik gardera toujours le culte du professionnalisme, le goût de l’excellence et le respect de l’héritage artistique des siècles passés.
En 1978 Chepik soutient son diplôme de fin d’études en présentant devant le jury de l’Institut Répine une composition monumentale de 4 m sur 4m, intitulée La Comédie et la Tragédie. Il est aussitôt admis à l’Union des Jeunes Artistes de Leningrad et invité à participer à des expositions nationales et internationales de jeunes peintres en URSS et à l’étranger. 
De 1978 à 1981, il perfectionne sa technique dans l’atelier de Mylnikov, privilégiant la composition, puis entreprend de longs cycles de peinture en plein air en divers lieux de la Russie qui lui permettent de se libérer de l’influence de son
maître et d’affirmer sa personnalité. Des dizaines de paysages forment les cycles de Staraya Ladoga (1980-1984), Rostov le Grand (1983), Vylkovo (1984) et Plios (1985). Mais c’est la composition monumentale qui intéresse avant toute chose le jeune peintre et l’on retiendra de cette période soviétique plusieurs chefs-d’œuvre : L’Arbre (ou l’Hiver, 1982-1984), Petrouchka (ou l’Automne, 1984-1986), Les Vétérans (1987), le triptyque Crucifixion, Apocalypse et Pietà (1985-1988) et surtout la Maison des Morts (1979-1987) qui va décider du destin de l’artiste. 
En effet, Chepik, réfractaire à toute idéologie soviétique, vit et travaille en dehors du système de l’Union des Peintres, bien que membre de cette Union. Il évite les commandes d’Etat trop politiques ou qu’il juge sans intérêt, et, en l’absence
de galeries privées en URSS, ne peut vivre de sa peinture qui, par ses sujets anticonformistes, ne reçoit pas le soutien des autorités publiques. Las de garder sa peinture dans son atelier de la perspective Lermontov sans espoir de pouvoir l’exposer, il songe à quitter l’URSS. La rencontre avec une jeune Française, Marie-Aude Albert qui enseigne à l’Université de Leningrad et apprécie sa peinture, lui donne l’occasion de « choisir la liberté » en emportant toutes ses œuvres. Avec l’aide de Marie-Aude Albert qu’il épousera le 14 mars 1992, il quitte à jamais l’URSS et s’installe à Paris le 1er août 1988.

### L’émigration et l’épanouissement à Paris (1988-2011)
La découverte de Paris suscite l’enthousiasme du jeune peintre soviétique qui n’avait jamais quitté son pays : L’Ange Blanc de Notre-Dame (1988), La Parisienne (1988), Hommage à l’Odalisque d’Ingres (1988), La Reine de la Nuit (1988) témoignent de ses premières impressions parisiennes, tout comme Carnet de Voyage (1988) rend compte de sa découverte de la Provence, tandis que la peinture religieuse s’épanouit en une toile cubisante : La Passion du Christ (1988). Mais Chepik découvre aussi la réalité du marché de l’art occidental qui promeut surtout l’art conceptuel et regarde avec condescendance sa peinture. Ayant fui l’URSS dans l’espoir de créer librement, Chepik se rend vite compte que l’idéologie de l’art dit contemporain et les lois du marché pèsent en France sur la liberté des artistes. Il refuse de se soumettre à la mode et entend, comme jadis en URSS, rester fidèle à son credo artistique. Le Grand prix des amis du Salon d’Automne reçu en 1988 pour sa Maison des Morts lui prouve que le public, contrairement aux institutions artistiques officielles, s’intéresse à son œuvre. Mais c’est Londres, et non Paris qui va lui donner sa chance.
Roy Miles Gallery à Londres vient de se spécialiser dans l’art russe et soviétique que l’on découvre en Occident. Il s’enthousiasme pour l’œuvre de Chepik. De 1989 à 1997, l’artiste exposera chaque année dans la grande galerie du 29 Bruton Street. Plusieurs grandes expositions personnelles, après la première rétrospective de 1990, assurent le succès de Chepik qui a ainsi les moyens matériels de travailler en toute liberté. 
Catto Gallery, à Londres–Hampstead, prend la suite à partir de 1997 et jusqu’à la mort de
l’artiste en 2011 avec le même succès auprès des collectionneurs anglais et russes vivant en Angleterre. 
Les expositions personnelles à Londres, comme à Milan ou Paris, sont souvent thématiques, liées aux nouveaux thèmes et passions de l’artiste, nés de ses voyages ou de ses réflexions : Golgotha (1999), Chepik in Venice (2000), Chepik’s Moulin Rouge (2001), Epiphania (2008), La Feria (2009), Balades à Paris (2011). 

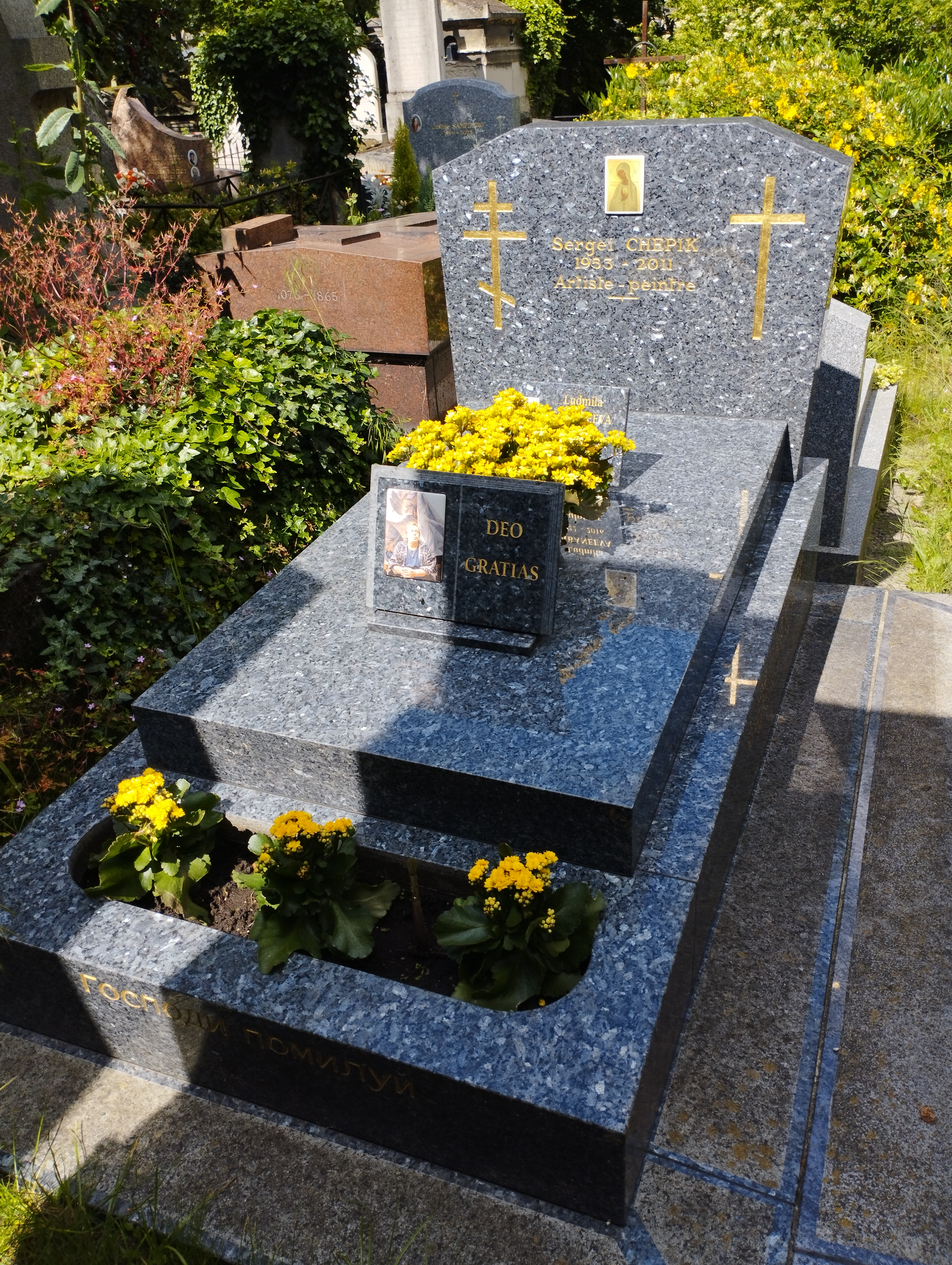
Tombe de Sergeï Chepik au cimetière de Montmartre (division 14).

Travaillant avec acharnement et négligeant sa santé, qui se détériore à partir de 2008, Chepik s'éteint, victime d'une crise cardiaque dans son atelier le 18 novembre 2011. Il est enterré religieusement au cimetière de Montmartre (division 14).

## Œuvre

### Un artiste libre et fécond
Fin connaisseur de l’histoire de
l’art et rompu par sa formation académique à toutes les techniques, de l’aquarelle à l’huile, en passant par l’eau-forte, la céramique et la sculpture, maîtrisant tous les genres, du portrait où il excelle à la composition qui a sa préférence, en passant par le paysage, la nature morte (plus rare) et la scène de genre, aimant se mesurer aux grands maîtres du passé qu’il admire (Michel-Ange, Titien, Velasquez, Rembrandt, Goya sont ses références) plutôt que de céder à la tentation facile de la table rase, résolument figuratif et déplorant la subjectivité débridée et l’amateurisme qui ont conduit, selon lui, l’art occidental à une impasse, Chepik est de ces artistes scrupuleux et exigeants pour qui l’art est un métier qui ne s’improvise pas, mais requiert, outre talent et imagination, travail, exercice, patience, volonté.

### Principaux thèmes
Ses thèmes sont extrêmement variés, mais composent un univers particulier, dès les jeunes années, immédiatement reconnaissable. Il y a d’abord les vastes compositions historiosophiques sur la Russie, l’histoire russe où Chepik, toile après toile, ne cesse de s’interroger sur le destin tragique de son pays natal (Souvenirs, 1989, La Gare, 1990, Le Bain, 1991-92, La Place Rouge, 1993-1994, La Russie Crucifiée, 1999).
Il y a la peinture religieuse monumentale qui occupe une place privilégiée chez cet artiste chrétien orthodoxe (La Passion du Christ, 1989, Golgotha, 1996, Le Prophète, 2006, La Rédemption, 2007, La Cène, 2007, Quo Vadis Domine, 2011). 
Il y a les nombreuses compositions fantasmagoriques, à la fois oniriques et autobiographiques (Nostalgia, 1989-1990, Le Songe d’une nuit d’Eté, 1990, Procession, 1992, Solitude, 1993, Confession d’un artiste, 1994, Le Vol, 1995, Roulette Russe, 1995, L’Escalier, 1997, C’est moi, Seigneur, 2006, Finita la Commedia, 2011).
Il y a, bien sûr, le thème du spectacle, du cirque, du théâtre, depuis ses premiers dessins d’enfant jusqu’à ses dernières œuvres de 2011 (Le Grand cirque, 1989, Le Cirque jaune, 1989, Gilles, 1991, Cabaret, 1992, Jeune acrobate au cerceau, 1998, La Strada, 2008)
Il y a encore le portrait, assez rare, mais d’une grande profondeur psychologique (Portrait d’Ann Barker, 1992, Portrait de Pierre Richard, 2002-2003, Portrait de Pavel Lepechev, 1999, Portrait du Professeur Jacques Catteau , 1999). Chepik a laissé de nombreux portraits de son épouse française, Marie-Aude Albert-Chepik (La Dame en violet, 1988, La Dame en noir, 1988, La Parisienne, 1988, L’ Arlésienne, 2006, Portrait de Marie-Aude Albert-Chepik à son bureau, 2011, qui est sa dernière œuvre avant sa mort). 
Mais il y a aussi tous les thèmes nés de sa vie quotidienne à Montmartre et de ses voyages à travers l’Europe : Paris et les multiples Chimères de Notre-Dame, Venise et son Carnaval, Arles et ses corridas, la Boxe et les coulisses du Moulin Rouge, et les nombreux Tournesols en hommage à Van Gogh.

### La peinture
Domine la production de Chepik dont la technique favorite est la peinture à l’encaustique.

### Les œuvres graphiques
Aquarelles, pastels et monotypes reprennent le plus souvent les thèmes traités dans la peinture.

### La céramique
Existante depuis les années d’Académie sur des sujets folkloriques russes le plus souvent, elle s’épanouit dans l’atelier de Montmartre et reprend les thèmes traités dans la peinture.

### La sculpture
Chepik pratique la sculpture sur bois dans son atelier de Montmartre à partir de 2002.

### L’illustration
Chepik a depuis l’enfance une communion d’idées avec l’écrivain Mikhaïl Boulgakov. En 2006, il réalise une série de 40 dessins pour illustrer La Garde Blanche, à la demande des éditions Vita Nova de Saint Pétersbourg : l’édition de luxe, parue en 2008, est aujourd’hui épuisée. Sa mort prématurée ne lui pas permis de réaliser son vœu le plus cher : illustrer Le Maître et Marguerite, son livre de chevet.

## Une somme: La Voie, La Vérité, La Vie, commande pour la Cathédrale St Paul’s (2002-2004)
Le 24 avril 2002, Chepik est victime d’une attaque cérébrale avec paralysie et aphasie dont il guérit aussitôt. Quelques jours plus tard son Golgotha est exposé à la Cathédrale Saint-Paul à Londres. Un projet pour la Cathédrale Saint-Paul de Londres est alors proposé à Chepik par le Doyen, le T.Rvd Dr John Moses ; Chepik travaille aussitôt à des esquisses pour une composition ambitieuse: quatre toiles sur la Vie et la Passion du Christ qui doivent prendre place à la croisée du transept.
Après
acceptation de ses esquisses, Chepik travaille en 2003 et 2004, quotidiennement, dans son atelier montmartrois, à l’exécution des toiles. La Vierge (ou La Nativité, 165 X 240 cm) et La Résurrection (165 X 240 cm) sont achevées en décembre 2003. La Vie publique (430 X 240 cm) et La Passion (430 x 240 cm) sont achevées en novembre 2004. 
L’inauguration de l’ensemble monumental intitulé Je suis la Voie, la Vérité et la Vie a lieu le 24 janvier 2005 à la Cathédrale Saint-Paul de Londres, en la fête de la Conversion de saint Paul, en présence de la Baronne Margaret Thatcher. 
Cependant, après le départ du Dr John Moses, les toiles sont retirées des murs de la cathédrale en octobre 2008, ce qui est une véritable tragédie pour l’artiste dont la santé décline rapidement. Cet ensemble monumental de quatre toiles, que Chepik considérait comme son chef d’œuvre, attend toujours un nouveau lieu d’exposition. 